# Mylothris spica
Mylothris spica är en fjärilsart som först beskrevs av Heinrich Benno Möschler 1884.  Mylothris spica ingår i släktet Mylothris och familjen vitfjärilar. Inga underarter finns listade i Catalogue of Life.